# Isthmus (Geographie)

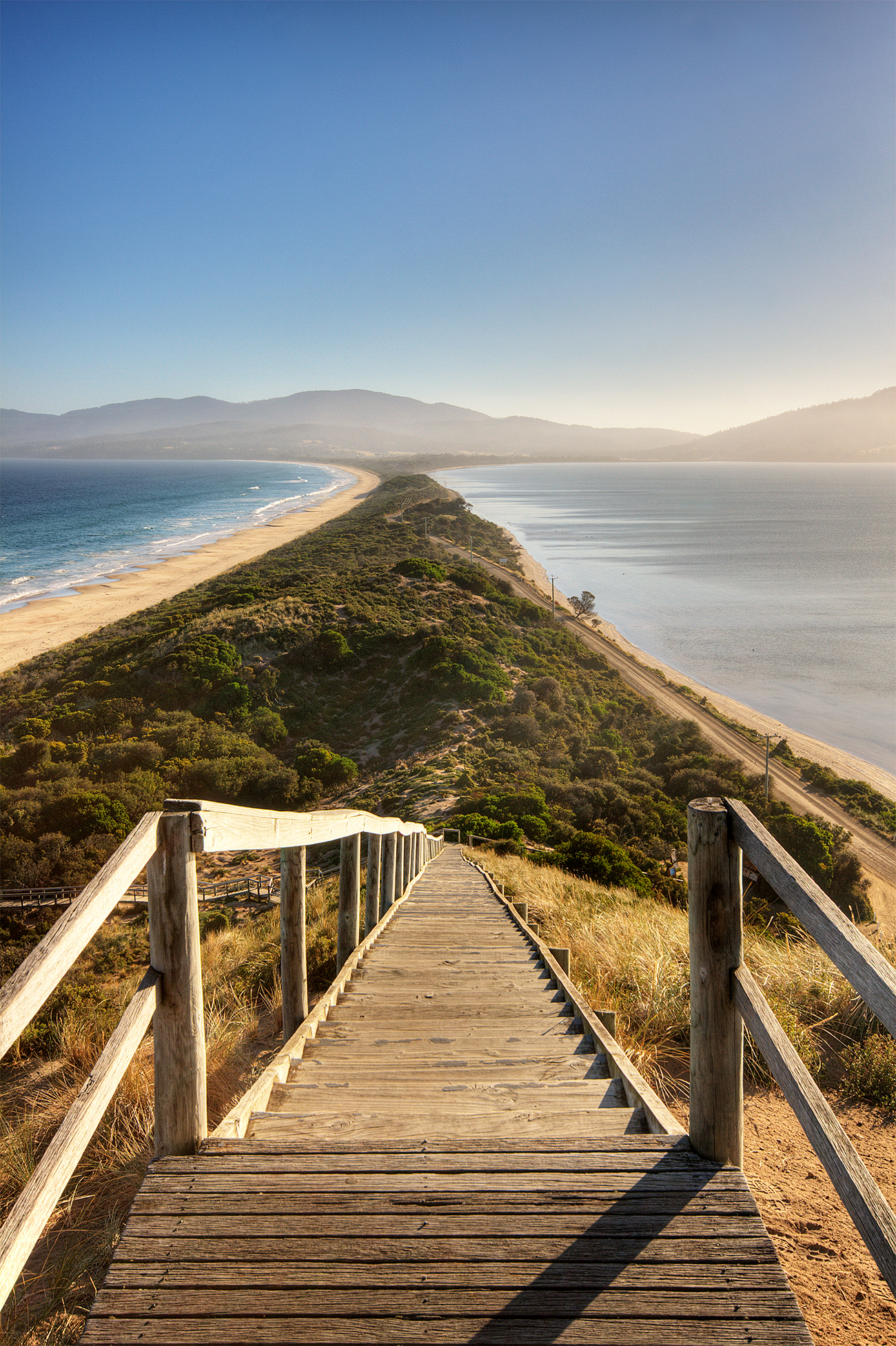
Ein Isthmus aus Sand (Tombolo) verbindet den nördlichen und südlichen Teil von Bruny Island bei Tasmanien.

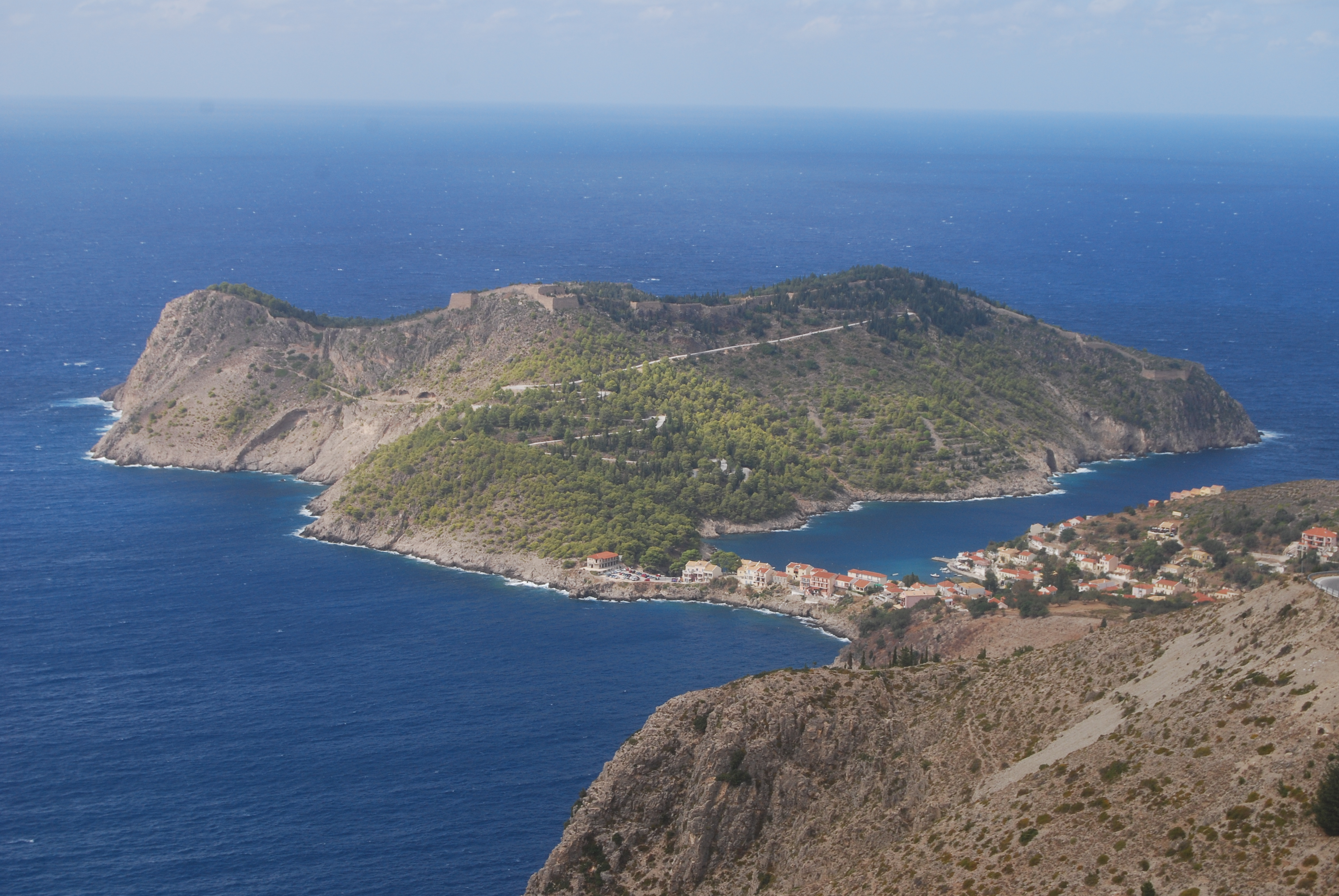
Asos auf Kefalonia, Griechenland

Ein Isthmus (von altgriechisch ἰσθμός isthmós „Landenge“) ist der engste Punkt einer Landbrücke, die zu beiden Seiten von Wasser begrenzt ist und zwei größere Landmassen miteinander verbindet. Auch die Bezeichnung Landenge (englisch Tarbert) ist gebräuchlich. Ein Isthmus ist oft eine geeignete Stelle für den Bau eines Kanals, da hier die durch den Kanal zu überwindende Distanz am geringsten ist. Herausragende Beispiele hierfür sind der Kanal von Korinth und der Panamakanal, die beide die Länge von bestimmten Schifffahrtsverbindungen drastisch reduzieren, aber auch der historische Xerxes-Kanal.
Früher waren Isthmen bevorzugte Stellen, um Schiffe von einem Meer zum anderen über Land zu transportieren. So hatte schon Thukydides bezeugt, dass Schiffe über den Isthmus von Korinth gezogen wurden. Homers Beschreibung der beiden durch Land getrennten Häfen der Phaiaken: „… Schiffe werden einen Weg hinaufgeschleift; alle haben nämlich jeder für sich ein Gestell“ könnte sich auf eine Landenge beziehen. Nach einer Theorie von Armin Wolf könnte sich die Passage auf den Isthmus von Kalabrien (Landenge von Tiriolo) beziehen, wo unter Ausnutzung der Flüsse eine nur 3500 Meter lange Landstrecke vom Tyrrhenischen Meer zum Ionischen Meer zu überwinden war.
Als Pendant zum Isthmus als Verbindung von Landmassen gilt die Meerenge oder Meeresstraße als schmale Verbindung zweier Meere (z. B. die Straße von Gibraltar).
Der Grenzfall zwischen dem ständig über der Wasserlinie liegenden Isthmus und der ständig überfluteten Meerenge wird als Tombolo bezeichnet, seine Höhe ist dem Wasserspiegel so nahe, dass er zeitweise – je nach Wasserstand (See, Fluss) bzw.  Gezeitenwasserstand – über oder unter dem Wasserspiegel liegt.